# Marit Roaldseth
Marit Roaldseth (ur. 27 lipca 1977) – norweska biegaczka narciarska, brązowa medalistka mistrzostw świata juniorów.

## Kariera
Po raz pierwszy na arenie międzynarodowej pojawiła się w lutym 1996 roku podczas mistrzostw świata juniorów w Asiago. Zajęła tam czwarte miejsce w biegu na 5 km techniką klasyczną i 33. miejsce w biegu na 15 km stylem dowolnym. Na rozgrywanych rok później mistrzostwach świata juniorów w Canmore zdobyła brązowy medal w sztafecie, a w biegu na 5 km stylem klasycznym była ósma.
W zawodach Pucharu Świata zadebiutowała 16 marca 1997 roku w Oslo, gdzie zajęła 12. miejsce w sztafecie. Pierwsze pucharowe punkty zdobyła 27 listopada 1999 roku w Kirunie, zajmując 24. miejsce w biegu na 5 km stylem klasycznym. Najlepszy wynik w zawodach tego cyklu osiągnęła 27 grudnia 1999 roku w Engelbergu, gdzie w sprincie klasykiem zajęła czwarte miejsce. Walkę o podium przegrała tam ze Swietłaną Nagiejkiną z Białorusi. W klasyfikacji generalnej sezonu 1999/2000 zajęła ostatecznie 28. miejsce, a w klasyfikacji sprintu była dziesiąta.
W 2001 roku wystąpiła na mistrzostwach świata w Lahti, gdzie była piętnasta w biegu na 10 km klasykiem oraz osiemnasta na dystansie 15 km stylem klasycznym. Brała też udział w mistrzostwach świata w Val di Fiemme dwa lata później, gdzie zajęła odpowiednio 31. i 28. miejsce. Nigdy nie wzięła udziału w igrzyskach olimpijskich.

## Osiągnięcia

### Mistrzostwa świata
| Miejsce | Dzień     | Rok  | Miejscowość   | Konkurencja             | Czas biegu | Strata  | Zwyciężczyni |
| ------- | --------- | ---- | ------------- | ----------------------- | ---------- | ------- | ------------ |
| 15.     | 15 lutego | 2001 | Lahti         | 15 km stylem klasycznym | 43:54,8    | +3:26,4 | Bente Skari  |
| 18.     | 20 lutego | 2001 | Lahti         | 10 km stylem klasycznym | 29:13,5    | +2:02,1 | Bente Skari  |
| 31.     | 18 lutego | 2003 | Val di Fiemme | 15 km stylem klasycznym | 39:40,9    | +3:10,5 | Bente Skari  |
| 28.     | 20 lutego | 2003 | Val di Fiemme | 10 km stylem klasycznym | 25:47,0    | +2:12,9 | Bente Skari  |

### Mistrzostwa świata juniorów
| Miejsce | Dzień       | Rok  | Miejscowość | Konkurencja            | Wynik     | Strata  | Zwyciężczyni      |
| ------- | ----------- | ---- | ----------- | ---------------------- | --------- | ------- | ----------------- |
| 4.      | 31 stycznia | 1996 | Asiago      | 5 km stylem klasycznym | 15:01,8   | +27,0   | Maija Puukilainen |
| 5.      | 2 lutego    | 1996 | Asiago      | Sztafeta 4x5 km        | 1:01:49,8 | +1:14,2 | Rosja             |
| 33.     | 4 lutego    | 1996 | Asiago      | 15 km stylem dowolnym  | 43:52,9   | +5:20,6 | Julija Czepałowa  |
| 8.      | 12 lutego   | 1997 | Canmore     | 5 km stylem klasycznym | 14:28,7   | +38,2   | Kristina Šmigun   |
| 3.      | 14 lutego   | 1997 | Canmore     | Sztafeta 4x5 km        | 57:18,7   | +26,5   | Włochy            |
| 28.     | 16 lutego   | 1997 | Canmore     | 15 km stylem dowolnym  | 43:45,7   | +3:09,8 | Kristina Šmigun   |

### Puchar Świata

#### Miejsca w klasyfikacji generalnej
- sezon 1999/2000: 28.
- sezon 2000/2001: 36.
- sezon 2001/2002: 51.
- sezon 2002/2003: 33.
- sezon 2003/2004: 48.

#### Miejsca na podium
Roaldseth nigdy nie stanęła na podium indywidualnych zawodów PŚ.